# هیچ ردی باقی نگذار
هیچ ردی باقی نگذار (لهستانی: Żeby nie było śladów) یک فیلم درام لهستانی به کارگردانی یان پ. ماتوشینسکی است که در سال ۲۰۲۱ منتشر شد. این فیلم جهت رقابت برای شیر طلایی ۷۸مین دورهٔ جشنواره فیلم ونیز انتخاب شد. این فیلم همچنین نمایندهٔ لهستان جهت رقابت برای جایزه اسکار بهترین فیلم بین‌المللی در نود و چهارمین دوره جوایز اسکار بود.

## گزیدهٔ بازیگران
- توماش ژینتک
- ساندرا کوژنیاک
- یاتسک براچیاک
- آگنیشکا گروخوفسکا
- روبرت وینتسکیویچ
- توماش کُت
- آلکساندرا کونیچنا
- سباستیان پاولاک
- آندژی خیرا
- میخاو ژورافسکی
- بارتوئومیئی توپا
- توماش دِدِک
- آندژی نیمان